# Cephaloleia pulchella
Cephaloleia pulchella es un coleóptero de la familia Chrysomelidae.
Fue descrita científicamente en 1858 por Baly.